# Lazare Sainéan
Lazare Sainéan (né Eliezer Schein / Lazăr Şăineanu en 1859 à Ploiești en Roumanie et mort en 1934 à Neuilly-sur-Seine), est un philologue et linguiste roumain qui a étudié la philologie du roumain, des registres du français comme l'argot et principalement la langue de François Rabelais.

## Études et carrière en Roumanie
Il a d'abord été formé en Roumanie par le philologue, Bogdan Hasdeu, auteur du Dictionnaire de l'Académie roumaine. Il est alors passionné par le folklore. Il obtient une bourse pour venir étudier à Paris pour les années 1887 à 1889. Il y suit alors les cours de Gaston Paris, Michel Bréal, Paul Meyer et Barbier de Meynard.
Retourné en Roumanie, il y entame une carrière d'enseignant et publie, en 1892, une Histoire de la philologie roumaine, puis, en 1896, un Dictionnaire universel de la langue roumaine. Ayant des raisons de croire que le refus de l'Académie roumaine de reconnaître la valeur de son travail s'explique par l'antisémitisme et ayant passé la quarantaine en âge, il décide de quitter son pays pour la France en 1901. En 1899, il s'était converti au christianisme.

## Carrière scientifique en France
Il abandonne ses recherches sur le folklore pour approfondir la philologie dans une perspective historique. Pendant deux ans (1902-1904), il n'est que professeur pour un cours libre à la section des sciences religieuses de l'École des hautes études.
La Revue internationale de sociologie et la Revue de synthèse historique accueillent ses articles dès 1902.
Il se spécialise, peu avant la guerre, dans l'étude de Rabelais vue sous l'angle de la philologie et en publie une édition critique en 1912.

L'apparition de l'argot particulier des soldats envoyés sur le front l'amène à reprendre l'étude le l'argot dont il avait examiné les sources parallèlement à ses études rabelaisiennes.

Christophe Prochasson pense que, comme dans le cas de Gaston Esnault, il a fallu des chercheurs en philologie, dont le statut était incertain, pour vouloir se lancer dans l'étude des parlers marginaux, comme l'argot des soldats de la Grande guerre.
Le maître de Sainéan, Gaston Paris, lui dit alors, qu'« une pareille étude n'est pas digne d'un vrai philologue ». Christophe Prochasson remarque cependant que l'intérêt scientifique pour « l'argot des poilus » disparaît en peu d'années après la guerre.
Il redevient ensuite un spécialiste de la langue employée par Rabelais et publie deux volumes sur le sujet en 1922 et 1923, mais il reste un observateur attentif des faits linguistiques en étudiant le langage parisien de son temps. Il devient vice-président de la Société des études rabelaisiennes.

## Œuvres
- Histoire de la philologie roumaine, 1892
- Les Sources de l’Argot ancien, 1912 - Prix Saintour de l’Académie française en 1913
- Dictionnaire universel de la langue roumaine (en roumain)
- Œuvres complètes de François Rabelais, édition critique publiée sous la direction d'Abel Lefranc, Paris, 1912 et suivi d'un commentaire philologique des livres I et II.
- L’argot des tranchées d’après les lettres de Poilus et les journaux du Front, Paris, Boccard, 1915
- L'histoire naturelle et les branches connexes dans l'œuvre de Rabelais, Paris, 1920, 450 pages, à tirage limité {chez l'auteur, Paris, 38, rue Boulard).
- Le langage parisien au XIXe siècle. Facteurs sociaux, Contingents linguistiques, Faits sémantiques, Influences littéraires, Paris, 1920, 608 pages.
- La langue de Rabelais . Paris, Boccard, 1922 .
- Le Cinquième livre de Rabelais. Son authenticité et ses éléments constitutifs
- Les sources indigènes de l'étymologie française (2 vol.), Paris, Boccard, 1925
- Histoire de mes ouvrages. Fragment de biographie intellectuelle (1901-1930), Paris, Boccard, 1930
- L'Influence et la réputation de Rabelais, Paris, Gamber, 1930